# Qualifications pour la Coupe du monde de futsal de 1996
Navigation
Éliminatoires de la coupe du monde 1992 Éliminatoires de la coupe du monde 2000
Les qualifications pour la Coupe du monde de futsal de 1996 mettent aux prises 48 équipes nationales (sans compter l'Espagne qualifiée d'office car pays hôte) afin de qualifier 15 formations pour disputer la phase finale en Espagne.
Les qualifications sont organisées par continents (ou confédérations continentales). De ce fait, la difficulté pour obtenir une place en phase finale dépend à la fois du niveau du jeu et du nombre de places réservées au continent d'origine d'une équipe. Les qualifications sur les continents où le futsal n'est pas un sport très répandu sont souvent considérées comme faciles pour les plus grandes équipes de ceux-ci.
L'Espagne, pays organisateur, est qualifié d'office comme le veut la règle habituelle. Il s'agit de la « récompenser » de ses efforts (infrastructures, accueil, organisation, etc.) en lui permettant de mobiliser tout le pays autour du projet, de s'assurer un succès auprès du public local et donc de mieux remplir les stades.

## Liste des qualifiés
La carte suivante représente les équipes qualifiées la Coupe du monde de futsal de 1996 :

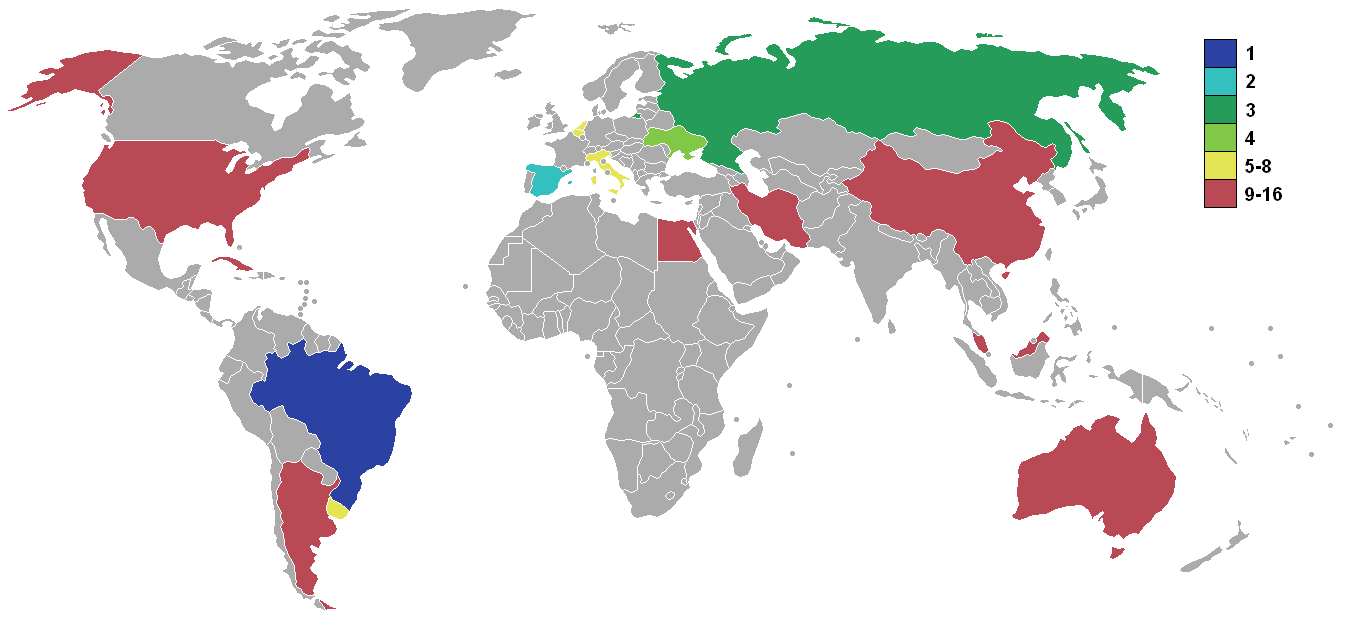
Équipes qualifiées

## Format des qualifications
| Confédération | Confédération | Nom de la zone                         | Équipes engagées | Équipes éliminées | Équipes qualifiées | Date des qualifications  |
| ------------- | ------------- | -------------------------------------- | ---------------- | ----------------- | ------------------ | ------------------------ |
|               | CAF           | Afrique                                | 5                | 4                 | 1                  | 25-30 septembre 1996     |
|               | CONCACAF      | Amérique du Nord, centrale et Caraïbes | 6                | 4                 | 2                  | 31 août-7 septembre 1996 |
|               | CONMEBOL      | Amérique du Sud                        | 6                | 3                 | 3                  | 16-20 avril 1996         |
|               | AFC           | Asie                                   | 10               | 7                 | 3                  | 3 tournois               |
|               | UEFA          | Europe                                 | 17 + 1           | 11                | 5 + 1              | 23-28 octobre 1995       |
|               | OFC           | Océanie                                | 4                | 3                 | 1                  | 3-8 août 1996            |
| Total         | Total         | Total                                  | 48 + 1           | 31                | 15 + 1             | -                        |

Au total, 48 fédérations concourent pour les 15 places de la phase finale. L'équipe d'Espagne, en tant qu'hôte, est automatiquement qualifiée. Pour la première fois, il y a eu des matches de qualification dans les six confédérations.
Pour l’Égypte, Cuba, la Malaisie, l'Ukraine et l'Uruguay, c'est la première participation à une phase finale de la Coupe du monde de futsal de la FIFA.

## Résultats des qualifications par confédération

### Afrique
| Date     | Match              | Score (mi-temps) |
| -------- | ------------------ | ---------------- |
| 25.09.96 | Égypte - Zimbabwe  | 6-6 (5-2)        |
| 25.09.96 | Ghana - Zaïre      | 19-5 (9-2)       |
| 26.09.96 | Égypte - Ghana     | 2-1 (0-1)        |
| 26.09.96 | Zaïre - Somalie    | 4-4 (2-1)        |
| 27.09.96 | Somalie - Égypte   | 1-10 (0-4)       |
| 27.09.96 | Zimbabwe - Ghana   | 2-9 (0-1)        |
| 29.09.96 | Ghana - Somalie    | 13-0 (6-0)       |
| 29.09.96 | Zaïre - Zimbabwe   | 1-9 (0-4)        |
| 30.09.96 | Égypte - Zaïre     | 13-4 (8-2)       |
| 30.09.96 | Zimbabwe - Somalie | 4-0 (2-0)        |

Un seul ticket final est disponible pour l'Afrique. Dans le tournoi de qualification à cinq participants, l’Égypte termine juste devant le Ghana.
| Rang | Équipe   | Pts | J | G | N | P | Bp | Bc | Diff |
| ---- | -------- | --- | - | - | - | - | -- | -- | ---- |
| 1    | Égypte   | 10  | 4 | 3 | 1 | 0 | 31 | 12 | +19  |
| 2    | Ghana    | 9   | 4 | 3 | 0 | 1 | 42 | 9  | +33  |
| 3    | Zimbabwe | 7   | 4 | 2 | 1 | 1 | 21 | 16 | +5   |
| 4    | Somalie  | 1   | 4 | 0 | 1 | 3 | 5  | 34 | -29  |
| 5    | Zaïre    | 1   | 4 | 0 | 1 | 3 | 14 | 45 | -31  |

### Amérique du Nord, centrale et Caraïbes
En Amérique du Nord et centrale, il y a une place dans chacune des deux poules qualificatives. En plus des États-Unis, finaliste de la Coupe du monde en 1992, Cuba réussit à se qualifier pour le tournoi en Espagne.
| Rang | Équipe     | Pts | J | G | N | P | Bp | Bc | Diff |
| ---- | ---------- | --- | - | - | - | - | -- | -- | ---- |
| 1    | États-Unis | 3   | 2 | 1 | 0 | 1 | 7  | 6  | +1   |
| 2    | Cuba       | 3   | 2 | 1 | 0 | 1 | 9  | 9  | 0    |
| 3    | Costa Rica | 3   | 2 | 1 | 0 | 1 | 7  | 8  | -1   |

|  | Demi-finales     | Demi-finales     |                        |   | Finale           | Finale           |
|  | Demi-finales     | Demi-finales     |                        |   | Finale           | Finale           |
|  |                  |                  |                        |   |                  |                  |
|  | 5 septembre 1996 | 5 septembre 1996 |                        |   | 7 septembre 1996 | 7 septembre 1996 |
|  | 5 septembre 1996 | 5 septembre 1996 |                        |   | 7 septembre 1996 | 7 septembre 1996 |
|  | États-Unis       | 7                |                        |   | 7 septembre 1996 | 7 septembre 1996 |
|  | États-Unis       | 7                |                        |   | 7 septembre 1996 | 7 septembre 1996 |
|  | Guatemala        | 3                |                        |   | 7 septembre 1996 | 7 septembre 1996 |
|  | Guatemala        | 3                | États-Unis             | 7 |                  |                  |
|  | 5 septembre 1996 |                  | États-Unis             | 7 |                  |                  |
|  |                  | Cuba             | 3                      |   |                  |                  |
|  | Mexique          | Cuba             | 3                      | 1 |                  |                  |
|  | Mexique          |                  |                        | 1 |                  |                  |
|  | Cuba             | 2                |                        |   |                  |                  |
|  | Cuba             | 2                | Match pour la 3e place |   |                  |                  |
|  |                  |                  |                        |   |                  |                  |
|  | 7 septembre 1996 |                  |                        |   |                  |                  |
|  |                  |                  |                        |   |                  |                  |
|  | Guatemala        | 1                |                        |   |                  |                  |
|  | Guatemala        | 1                |                        |   |                  |                  |
|  | Mexique          | 3                |                        |   |                  |                  |
|  | Mexique          | 3                |                        |   |                  |                  |

| Rang | Équipe    | Pts | J | G | N | P | Bp | Bc | Diff |
| ---- | --------- | --- | - | - | - | - | -- | -- | ---- |
| 1    | Mexique   | 6   | 2 | 2 | 0 | 0 | 15 | 5  | +10  |
| 2    | Guatemala | 3   | 2 | 1 | 0 | 1 | 5  | 10 | -5   |
| 3    | Salvador  | 0   | 2 | 0 | 0 | 2 | 5  | 10 | -5   |

### Asie
L'Asie peut envoyer trois représentants. La qualification est divisée en trois régions. Dans le groupe de l'Est, la Chine se qualifie, dans l'occidental l'Iran et, au Sud-Est, la Malaisie.
| Rang | Équipe      | Pts | J | G | N | P | Bp | Bc | Diff |
| ---- | ----------- | --- | - | - | - | - | -- | -- | ---- |
| 1    | Iran        | 12  | 4 | 4 | 0 | 0 | 47 | 8  | +39  |
| 2    | Kazakhstan  | 6   | 4 | 2 | 0 | 2 | 20 | 27 | -7   |
| 3    | Tadjikistan | 0   | 4 | 0 | 0 | 4 | 8  | 40 | -32  |

| Rang | Équipe       | Pts | J | G | N | P | Bp | Bc | Diff |
| ---- | ------------ | --- | - | - | - | - | -- | -- | ---- |
| 1    | Chine        | 9   | 3 | 3 | 0 | 0 | 29 | 14 | +15  |
| 2    | Corée du Sud | 6   | 3 | 2 | 0 | 1 | 14 | 11 | +3   |
| 3    | Japon        | 1   | 3 | 0 | 1 | 2 | 8  | 12 | -4   |
| 4    | Hong Kong    | 1   | 3 | 0 | 1 | 2 | 9  | 23 | -14  |

| Rang | Équipe      | Pts | J | G | N | P | Bp | Bc | Diff |
| ---- | ----------- | --- | - | - | - | - | -- | -- | ---- |
| 1    | Malaisie    | 4   | 2 | 1 | 1 | 0 | 20 | 10 | +10  |
| 2    | Brunei      | 2   | 2 | 0 | 2 | 0 | 15 | 15 | 0    |
| 3    | Philippines | 1   | 2 | 0 | 1 | 1 | 11 | 21 | -10  |

### Europe
En Europe, trois groupes de qualifications ont lieu en même temps des 23 au 28 octobre 1995. La Russie, la Belgique, les Pays-Bas, l'Italie et l'Ukraine sortent vainqueurs, parmi les 17 parties intéressées. Dans le même temps, les tournois européens servent à déterminer les qualifiés pour le Championnat d'Europe de futsal 1996.
| Rang | Équipe      | Pts | J | G | N | P | Bp | Bc | Diff |
| ---- | ----------- | --- | - | - | - | - | -- | -- | ---- |
| 1    | Russie      | 12  | 4 | 4 | 0 | 0 | 52 | 9  | +43  |
| 2    | Belgique    | 9   | 4 | 3 | 0 | 1 | 30 | 11 | +19  |
| 3    | Slovénie    | 6   | 4 | 2 | 0 | 2 | 20 | 16 | +4   |
| 4    | Biélorussie | 3   | 4 | 1 | 0 | 3 | 19 | 18 | +1   |
| 5    | Moldavie    | 0   | 4 | 0 | 0 | 4 | 4  | 71 | -67  |

| Rang | Équipe      | Pts | J | G | N | P | Bp | Bc | Diff |
| ---- | ----------- | --- | - | - | - | - | -- | -- | ---- |
| 1    | Pays-Bas    | 13  | 5 | 4 | 1 | 0 | 21 | 13 | +8   |
| 2    | Croatie     | 12  | 5 | 4 | 0 | 1 | 28 | 19 | +9   |
| 3    | Slovaquie   | 8   | 5 | 2 | 2 | 1 | 12 | 11 | +1   |
| 4    | Pologne     | 4   | 5 | 1 | 1 | 3 | 12 | 16 | -4   |
| 5    | Tchéquie    | 3   | 5 | 1 | 0 | 4 | 22 | 23 | -1   |
| 6    | Azerbaïdjan | 3   | 5 | 1 | 0 | 4 | 12 | 25 | -13  |

| Rang | Équipe      | Pts | J | G | N | P | Bp | Bc | Diff |
| ---- | ----------- | --- | - | - | - | - | -- | -- | ---- |
| 1    | Italie      | 15  | 5 | 5 | 0 | 0 | 23 | 13 | +10  |
| 2    | Ukraine     | 9   | 5 | 3 | 0 | 2 | 36 | 29 | +7   |
| 3    | Yougoslavie | 9   | 5 | 3 | 0 | 2 | 30 | 21 | +9   |
| 4    | Hongrie     | 6   | 5 | 2 | 0 | 3 | 25 | 26 | -1   |
| 5    | Portugal    | 3   | 5 | 1 | 0 | 4 | 16 | 25 | -9   |
| 6    | Géorgie     | 3   | 5 | 1 | 0 | 4 | 21 | 37 | -16  |